# Alexander Heinrich von dem Bottlenberg gen. von Schirp (jr.)

Alexander Heinrich Freiherr von dem Bottlenberg gen. von Schirp

Alexander Heinrich Freiherr von dem Bottlenberg gen. von Schirp (jun.) (* 29. Mai 1814 in Bredeney; † 15. Januar 1887 auf Schloss Chaloen bei  Maastricht) war ein deutscher Kommunalpolitiker.

## Leben
Alexander Heinrich Freiherr von dem Bottlenberg gen. von Schirp stammte aus dem alten bergischen und später westfälischen Adelsgeschlecht Bottlenberg. Er war Sohn des Bürgermeisters Alexander Heinrich Freiherr von dem Bottlenberg gen. von Schirp (sen.) und wurde im Haus Baldeney im heutigen Essener Stadtteil Bredeney, dass sein Vater erwarb, geboren.
Nach beendeter Schulausbildung wurde er Berufssoldat. So war er 1832 Anwärter zum Berufsoffizier, 1883 Unteroffizier, 1835 Fähnrich mit Portepee und 1838 Secondeleutnant. 1842 wurde unter der Verleihung des Patents als Premierleutnant verabschiedet.
Danach begann er eine Ausbildung zum Militär-Supernumerar bei der Regierung in Düsseldorf. 1850 folgte die Wahl zum Bürgermeister der Bürgermeisterei Werden. Am 24. Januar 1851 folgte die Amtseinführung. In den Jahren 1862 und 1874 wurde er jeweils wiedergewählt. Gleichzeitig war er in Personalunion Bürgermeister der Landbürgermeisterei Werden. Am 1. Juli 1886 trat er in den Ruhestand.

## Ehrungen
1882 wurde er mit dem Roten Adlerorden 4. Klasse ausgezeichnet.
In Essen-Werden wurde die Von-Schirp-Straße 1937 nach ihm benannt.